# Claude Briçonnet
Pour les articles homonymes, voir Briçonnet.
Pour les autres membres de la famille, voir famille Briçonnet.
Claude Briçonnet est un prélat français, qui fut successivement le soixante-huitième évêque connu de Nîmes de 1554 à 1561 avant d'être transféré par permutation sur le siège épiscopal de Lodève de 1561 à 1566. Il fut aussi abbé commendataire de Saint-Guilhem-le-Désert de 1550 à 1576, comte de Montbrun et seigneur de Lodève de 1561 à 1576. Il défend victorieusement Lodève contre une invasion par les huguenots en 1562. Il abandonne la fonction épiscopale en 1566 et devient Gouverneur militaire de la ville de Lodève.  En 1569 il reprend l'abbaye de Saint-Guilhem occupée par les protestants. En 1573 il doit fuir la ville épiscopale, livrée à la soldatesque protestante, et se réfugier dans son château de Saint-Etienne-de-Gourgas où il meurt en 1576,,